# Ґрабув-Залесьни
Ґрабув-Залесьни (пол. Grabów Zaleśny) — село в Польщі, у гміні Ґрабув-над-Пилицею Козеницького повіту Мазовецького воєводства.
Населення — 49 осіб (2011).
У 1975-1998 роках село належало до Радомського воєводства.

## Демографія
Демографічна структура станом на 31 березня 2011 року:
|          | Загалом | Допрацездатний вік | Працездатний вік | Постпрацездатний вік |
| -------- | ------- | ------------------ | ---------------- | -------------------- |
| Чоловіки | 23      | 4                  | 17               | 2                    |
| Жінки    | 26      | 9                  | 12               | 5                    |
| Разом    | 49      | 13                 | 29               | 7                    |